# Titularbistum Zela
Zela ist ein Titularbistum der römisch-katholischen Kirche.
Es geht zurück auf ein früheres Bistum der gleichnamigen Stadt (jetzt Zile) in Kleinasien in der heutigen Türkei.
| Titularbischöfe von Zela |                                          |                                                                |                    |                   |
| Nr.                      | Name                                     | Amt                                                            | von                | bis               |
| 1                        | Francisco San Andrés OSH                 | Weihbischof in Salamanca (Spanien)                             | 2. Oktober 1758    | 20. Januar 1766   |
| 2                        | Giovanni Devoti                          | emeritierter Bischof von Anagni (Italien)                      | 26. März 1804      | 29. Mai 1804      |
| 3                        | Anton Kautschitz                         | Weihbischof in Wien (Österreich)                               | 23. September 1805 | 15. Juli 1807     |
| 4                        | Jean-Louis Florens MEP                   | Apostolischer Koadjutorvikar von Sechuan (Kaiserreich China)   | 8. Dezember 1807   | 14. Dezember 1814 |
| 5                        | Peter Paul Lefevère (Peter Paul Lefebre) | Koadjutorbischof von Detroit (USA)                             | 23. Juli 1841      | 4. März 1869      |
| 6                        | Manuel María León González y Sánchez     | Weihbischof in Sevilla (Spanien)                               | 28. Januar 1876    | 22. Januar 1877   |
| 7                        | Pierre-Noël-Joseph Foucard MEP           | Apostolischer Präfekt von Guangxi (Kaiserreich China)          | 29. August 1893    | 31. März 1889     |
| 8                        | Hermann Joseph Schmitz                   | Weihbischof in Köln (Deutschland)                              | 29. August 1893    | 21. August 1899   |
| 9                        | Marie-Félix Choulet MEP                  | Apostolischer Vikar der Süd-Mandschurei (China)                | 21. Februar 1901   | 31. Juli 1923     |
| 10                       | Basil Takach (Basil Takacs)              | Apostolischer Exarch der Vereinigten Staaten von Amerika (USA) | 20. Mai 1924       | 13. Mai 1948      |
| 11                       | Alejandro Olalia                         | Koadjutorbischof von Tuguegarao (Philippinen)                  | 14. Mai 1949       | 6. Mai 1950       |
| 12                       | José María García Lahiguera              | Weihbischof in Madrid (Spanien)                                | 17. Mai 1950       | 7. Juli 1964      |